# Opération Anton
Pour les articles homonymes, voir Anton.

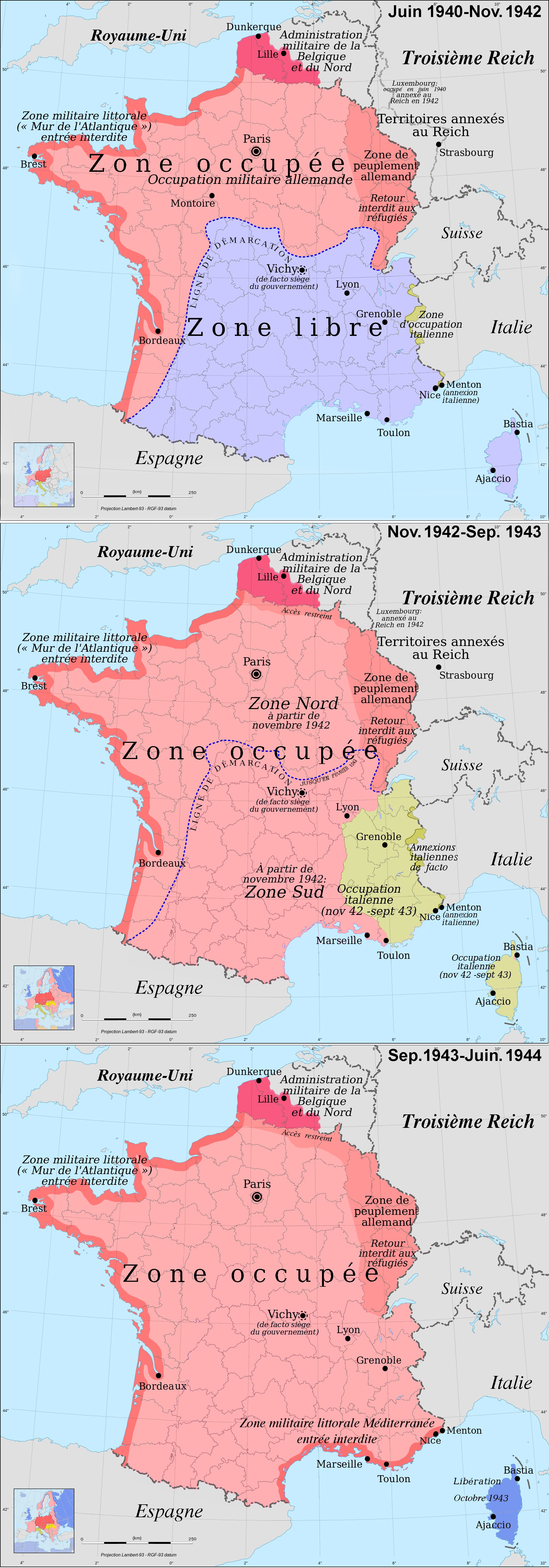
Les zones françaises occupées pendant la Seconde Guerre mondiale.

« Opération Anton » est le nom de code de l'invasion de la zone libre française par les armées allemandes et italiennes, en novembre 1942, pendant la Seconde Guerre mondiale.
Le plan fut lancé sur ordre d'Adolf Hitler à la suite du débarquement anglo-américain (Opération Torch) au Maroc et en Algérie, à l'époque protectorat et départements français. Le plan dérivait de l'opération Attila, un plan d'invasion préparé dès décembre 1940 par l'État-Major allemand mais avec un choix différent des forces engagées et avec une participation importante de l'Armée italienne.

## Déroulement
Le soir du 10 novembre 1942, le plan était prêt à être mis en œuvre : la 1re armée allemande avança de Nantes vers Bordeaux, se portant vers les Pyrénées et la frontière espagnole, tandis que la 7e armée avançait du centre de la France vers Vichy et Toulon. Elles étaient toutes deux commandées par le général Johannes Blaskowitz. La 4e armée italienne occupa la Côte d'Azur et une division italienne occupa la Corse. Le soir du 11 novembre, les blindés allemands avaient atteint la côte méditerranéenne. En même temps, les troupes de l'Afrikakorps entraient en Tunisie pour reprendre du terrain sur les Anglo-Américains.
Le Gouvernement de Vichy réagit peu, se limitant à des émissions radiophoniques qui dénonçaient la violation de l'armistice de juin 1940 signé à la suite de la bataille de France.
Le 11 novembre 1942, le Général De Lattre de Tassigny, commandant de la 16e division militaire à Montpellier lorsque la zone libre est envahie par les troupes allemandes, à la suite du débarquement des Alliés en Afrique du Nord, est arrêté et condamné à dix ans de prison, pour avoir désobéi au gouvernement, et, seul général en activité à le faire, ordonné à ses troupes de s'opposer aux Allemands.
Le directeur de l'École des cadres d'Uriage , Pierre Dunoyer de Segonzac, s'oppose à toute forme d'intrusion des forces d'occupation dans l'école.
Des éléments de l'Armée de Vichy prirent position autour de Toulon pour défendre la ville encerclée par les deux armées allemandes ; quand ils furent mis en demeure de se disperser et de rendre les armes, ils décidèrent de ne pas affronter l'ennemi, convaincus d'éviter d'inutiles effusions de sang.
L'objectif principal des Allemands était la capture de la flotte française dans le port de Toulon, et l'opération Lila fut mise en œuvre le 26 novembre pour prendre intacts le maximum de navires possible. Mettant en application les ordres de l'amiral François Darlan datant de juin 1940, le commandant de la flotte française, l'amiral Jean de Laborde, ordonna de saborder la flotte le 27 novembre en rade de Toulon à l'arrivée des Allemands. La flotte perdue s'élevait à trois cuirassés, sept croiseurs, vingt-huit destroyers et vingt sous-marins.

Par ailleurs, Pierre Laval signa l'accord Laval-Kaufmann avec l'Allemagne en janvier 1943, autorisant les puissances de l'Axe à réquisitionner une grande partie de la flotte marchande française pour leur propre usage. Cet accord ne concernait que la marine marchande et non les navires de guerre français qui avaient été sabordés à Toulon.